# Kållereds SK
Kållered SK, bildad 9 december 1938 på Lundbergs kafé, är en sportklubb i Kållered som numera har fotboll och ishockey på programmet. I början planerades att bara utöva bandy och klubben hette då Kållereds Bandyklubb. Första ordentliga mötet hölls den 16 december 1938 då en ansökan om medlemskap skickades till Svenska Bandyförbundet. En del yngre medlemmar ville dock att verksamheten skulle breddas till friidrott och orientering, och den 3 mars 1939 bytte klubben namn till Kållereds Sportklubb och ansökan till Riksidrottsförbundet gjordes. Senare har namnet ändrats till Kållered Sportklubb. 
Inför säsongen 2010/2011 gick dam- och herrspelarna i bandysektionen över till Mölndal Bandy.
Kållered SK har ca 1900 medlemmar, varav ca 800 är sportutövande ungdomar (2019). Herrarna spelar 2018/2019 i division 3 både i ishockey och fotboll.

## Elitspelare som spelat i klubben
- Magnus Kahnberg -1995/1996, ishockey
- Mikael Johansson - före 1998[2], ishockey

- Camilla Schelin - 1996-1997, fotboll
- Lotta Schelin - 1993-1997, fotboll
- Henrik Persson - 1980-1997, fotboll[3]
- Fredrik Björck - 1985-1994, fotboll
- Anders "Aja" Magnusson - 1973-1989, 1999-2001, fotboll
- Gabriel Johansson - 1979-1985, 1989, 1994, fotboll
- Robert Zachrisson - fotboll
- Emmanuel Tannor - Fotboll

## Fotnoter
1. ↑  ”Arkiverade kopian”. Arkiverad från originalet den 29 december 2014. https://web.archive.org/web/20141229213135/http://www.molndalsposten.se/molndal-bandys-forsta-seger-nagonsin. Läst 11 augusti 2012.
2. ↑  Elite Prospects Hockey - Mikael Johansson
3. ↑  Personporträtt på GAIS supporterhemsida av Jonas Björkqvist Arkiverad 6 mars 2016 hämtat från the Wayback Machine.